# Haagen Mathiesen
Haagen Mathiesen, född den 26 oktober 1759 i Kristiania (nuvarande Oslo), död den 12 oktober 1842 i Köpenhamn, var en norsk affärsman, tillhörande en från Köpenhamn härstammande handels- och godsägarsläkt. Han var farfar till Haaken C. Mathiesen.
Mathiesen, som avlade juridisk ämbetsexamen 1780, var sedan några år assessor i Generallandøkonomi- og Kommercekollegiet i Köpenhamn, men flyttade senare till Kristiania och blev genom ett rikt gifte (1790) innehavare av det stora herresätet Linderud i Østre Aker. Han drev en omfattande och inbringande skogs- och trävaruhandel. Mathiesen svärmade ideologiskt för den franska socialfilosofin och den stora revolutionen. För Norges frigörelse 1814 var han emellertid ljum. Men han var heller ingen vän av föreningen med Danmark. Redan långt före 1814 såg han i Norges förening med Sverige en borgen för sina abstrakt-radikala idéers genomförande, och han visade demonstrativt sina sympatier för detta sistnämnda land. Hans hållning 1814 framkallade i högsta grad patrioternas, ovilja, vilken stämning ytterligare skärptes, då han 1815 mottog två svenska ordnar. Han vann emellertid inte stöd där han hoppats det och stod inte väl hos den mycket populäre riksståthållaren Carl Carlsson Mörner. Slutligen alldeles isolerad, bosatte Mathiesen sig 1826 i Köpenhamn, där han mottogs med öppna armar, utnämndes till generalkrigskommissarie och blev stor egendomsherre.